# Distrito de Wurzburgo
Wurzburgo (en alemán: Würzburg, pronunciación: /ˈvʏʁt͡sbʊʁk/ⓘ) es uno de los 71 distritos en que está dividido administrativamente el estado alemán de Baviera.

## Ciudades y municipalidades
| Ciudades | Verwaltungsgemeinschaften | Municipalidades | |
| --- | --- | --- | --- |
| 1. Aub¹ 2. Eibelstadt¹ 3. Ochsenfurt 4. Röttingen¹ Ciudades mercado 1. Bütthard 2. Eisenheim 3. Frickenhausen am Main 4. Gelchsheim 5. Giebelstadt 6. Helmstadt 7. Höchberg 8. Neubrunn 9. Randersacker 10. Reichenberg 11. Remlingen 12. Rimpar 13. Sommerhausen 14. Winterhausen 15. Zell am Main | 1. Aub 2. Bergtheim 3. Eibelstadt 4. Estenfeld 5. Giebelstadt 6. Helmstadt 7. Hettstadt 8. Kirchheim 9. Kist 10. Margetshöchheim 11. Röttingen | 1. Altertheim 2. Bergtheim 3. Bieberehren 4. Eisingen 5. Erlabrunn 6. Estenfeld 7. Gaukönigshofen 8. Gerbrunn 9. Geroldshausen 10. Greußenheim 11. Güntersleben 12. Hausen bei Würzburg 13. Hettstadt 14. Holzkirchen 15. Kirchheim 16. Kist 17. Kleinrinderfeld | 1. Kürnach 2. Leinach 3. Maidbronn 4. Margetshöchheim 5. Oberpleichfeld 6. Prosselsheim 7. Riedenheim 8. Rottendorf 9. Sonderhofen 10. Tauberrettersheim 11. Theilheim 12. Thüngersheim 13. Uettingen 14. Unterpleichfeld 15. Veitshöchheim 16. Waldbrunn 17. Waldbüttelbrunn |
| ¹ administrado dentro de un Verwaltungsgemeinschaft | | | |